# Навратил, Бартоломей
Бартоломей Навратил (чеш. Bartoloměj Navrátil; 2 сентября 1848, Старое Творовице, Моравия, Австрийская империя (ныне район Простеёв, Оломоуцкий край, Чехия) — 12 апреля 1927, Плумлов) — чешский физик, математик, педагог.

## Биография
До 1872 года изучал математику и физику в Венском и Пражском университетах. В 1872—1908 годах работал в гимназии в Простеёве, с 1880 года — директор гимназии.

## Научная деятельность
Занимался научными исследованиями в области физики. В 1927 году открыл явление и возможности электрографии, которой сам же и дал название, но не смог его запантентовать и публиковать.
Автор популярно-педагогических, профессиональных и научных исследований, таких как «Новый тип электрических схем» (Čas. Math., 1889) и «Дополнение к электрическим схемам на чувствительных пластинах» (Čas. Math., 1889), первых работ такого рода в Австро-Венгрии. Заложил основы электрографии.
Был членом редакции Научной энциклопедии Отто, для которой написал несколько статей (подписывал статьи Ntl.).